# Emeka Okafor
Chukwuemeka Noubuisi Okafor, detto Emeka (Houston, 28 settembre 1982), è un ex cestista statunitense, professionista nella NBA.
Entrambi i genitori di Emeka sono nativi della Nigeria. Lui, nato e cresciuto a Houston, ha come squadra preferita gli Houston Rockets e come idoli Hakeem Olajuwon (di origine nigeriana come lui) e Clyde Drexler.  Un'ernia al disco del collo ha costretto Okafor a saltare quattro stagioni consecutive dal 2013 al 2017 prima di essere autorizzato a giocare.
È cugino alla lontana di Jahlil Okafor, anch'egli cestista.

## Carriera

### Carriera pre NBA
Okafor giocava nella Bellaire High School, insieme a John Lucas. Emeka mise a segno 22 punti, 16 rimbalzi e 6 stoppate in media a partita, nella sua ultima stagione.
Famoso nella University of Connecticut, dove era compagno di Charlie Villanueva, Ben Gordon e Josh Boone, non solo per la sua bravura nello sport ma anche per essere uno studente modello.
Già nella sua carriera nei college era famoso per la sua abilità difensiva, soprattutto nelle stoppate, nell'anno della sua carriera al college fu nominato miglior difensore e miglior giocatore della East Coast.
Il 5 febbraio 2007, il suo numero di maglia è stato ritirato da UConn.

### Carriera NBA
Seconda scelta nel Draft NBA 2004 dietro a Dwight Howard, ha ricevuto nello stesso anno il premio come miglior matricola della NBA, viaggiando con medie di 15,1 punti, 10,9 rimbalzi, 0,9 assist e 1,7 stoppate a partita in un totale di 73 match giocati con la maglia di Charlotte, partendo sempre titolare in quintetto, battendo anche il suo amico Ben Gordon dei Chicago Bulls.
Il 24 giugno 2005 i Bobcats hanno rinnovato il suo contratto per quattro anni.
Nel secondo anno della sua carriera ha giocato solo 25 partite con medie di 13,2 punti, 10 rimbalzi, 1,2 assist e 1,9 stoppate a partita a causa di un grave infortunio.
Il 28 luglio 2009 viene ufficializzato il suo passaggio ai New Orleans Hornets (curiosamente, squadra che in passato aveva sede proprio a Charlotte), in cambio del pariruolo Tyson Chandler. Nel giugno 2012 passa agli Washington Wizards insieme a Trevor Ariza in cambio di Rashard Lewis e della 46ª scelta del Draft NBA 2012.

## Statistiche

### College
| Anno       | Squadra       | PG  | PT  | MP   | TC%  | 3P% | TL%  | RP   | AP  | PRP | SP  | PP   |
| ---------- | ------------- | --- | --- | ---- | ---- | --- | ---- | ---- | --- | --- | --- | ---- |
| 2001-2002  | UConn Huskies | 34  | 34  | 30,0 | 59,0 | -   | 62,0 | 9,0  | 0,8 | 0,8 | 4,1 | 7,9  |
| 2002-2003  | UConn Huskies | 33  | 33  | 32,9 | 58,0 | -   | 59,9 | 11,2 | 0,5 | 0,9 | 4,7 | 15,9 |
| 2003-2004† | UConn Huskies | 36  | 36  | 32,4 | 59,9 | -   | 51,8 | 11,5 | 1,0 | 1,0 | 4,1 | 17,6 |
| Carriera   | Carriera      | 103 | 103 | 31,8 | 59,0 | -   | 56,4 | 10,6 | 0,8 | 0,9 | 4,3 | 13,8 |

### NBA

#### Regular Season
| Anno      | Squadra           | PG  | PT  | MP   | TC%  | 3P% | TL%  | RP   | AP  | PRP | SP  | PP   |
| --------- | ----------------- | --- | --- | ---- | ---- | --- | ---- | ---- | --- | --- | --- | ---- |
| 2004-2005 | Charlotte Bobcats | 73  | 73  | 35,6 | 44,7 | 0,0 | 60,9 | 10,9 | 0,9 | 0,8 | 1,7 | 15,1 |
| 2005-2006 | Charlotte Bobcats | 26  | 25  | 33,6 | 41,5 | —   | 65,6 | 10,0 | 1,2 | 0,8 | 1,9 | 13,2 |
| 2006-2007 | Charlotte Bobcats | 67  | 65  | 34,8 | 53,2 | —   | 59,3 | 11,3 | 1,2 | 0,9 | 2,6 | 14,4 |
| 2007-2008 | Charlotte Bobcats | 82  | 82  | 33,1 | 53,5 | —   | 57,0 | 10,7 | 0,9 | 0,8 | 1,7 | 13,8 |
| 2008-2009 | Charlotte Bobcats | 82  | 81  | 32,8 | 56,1 | —   | 59,3 | 10,1 | 0,6 | 0,6 | 1,7 | 13,2 |
| 2009-2010 | N.O. Hornets      | 82  | 82  | 28,9 | 53,0 | —   | 56,2 | 9,0  | 0,7 | 0,7 | 1,5 | 10,4 |
| 2010-2011 | N.O. Hornets      | 72  | 72  | 31,8 | 57,3 | 0,0 | 56,2 | 9,5  | 0,6 | 0,6 | 1,8 | 10,3 |
| 2011-2012 | N.O. Hornets      | 27  | 27  | 28,9 | 53,3 | —   | 51,4 | 7,9  | 0,9 | 0,6 | 1,0 | 9,9  |
| 2012-2013 | Wash. Wizards     | 79  | 77  | 26,0 | 47,7 | —   | 57,1 | 8,8  | 1,2 | 0,6 | 1,0 | 9,7  |
| 2017-2018 | N.O. Pelicans     | 26  | 19  | 13,6 | 50,5 | —   | 81,8 | 4,6  | 0,3 | 0,3 | 1,0 | 4,4  |
| Carriera  | Carriera          | 616 | 603 | 30,9 | 51,2 | 0,0 | 58,6 | 9,7  | 0,8 | 0,7 | 1,6 | 12,0 |

#### Play-off
| Anno     | Squadra       | PG | PT | MP   | TC%  | 3P% | TL%  | RP  | AP  | PRP | SP  | PP  |
| -------- | ------------- | -- | -- | ---- | ---- | --- | ---- | --- | --- | --- | --- | --- |
| 2011     | N.O. Hornets  | 6  | 6  | 31,3 | 64,5 | —   | 36,4 | 5,5 | 0,0 | 1,0 | 1,0 | 7,3 |
| 2018     | N.O. Pelicans | 1  | 0  | 4,0  | 0,0  | —   | —    | 0,0 | 0,0 | 0,0 | 0,0 | 0,0 |
| Carriera | Carriera      | 7  | 6  | 27,4 | 62,5 | —   | 36,4 | 4,7 | 0,0 | 0,9 | 0,9 | 6,3 |

## Palmarès
- Campione NCAA (2004)
- NCAA Final Four Most Outstanding Player (2004)
- NCAA AP All-America First Team (2004)
- NBA Rookie of the Year (2005)
- NBA All-Rookie First Team (2005)